# Давид Тлашадзе
Давид Тлашадзе (груз. დავით ტლაშაძ; нар. 21 вересня 1991) — грузинський борець вільного стилю, срібний призер чемпіонату Європи, бронзовий призер Кубку світу, володар Кубку Європейських націй у команді.

## Життєпис
Боротьбою почав займатися з 2005 року.
Тренер — Нугзар Ширелі.

## Спортивні результати на міжнародних змаганнях

### Виступи на Чемпіонатах світу
| Змагання                        | Збірна | Вагова категорія          | Місце |
| ------------------------------- | ------ | ------------------------- | ----- |
| Чемпіонат світу з боротьби 2015 | Грузія | вільна боротьба, до 70 кг | 7     |
| Чемпіонат світу з боротьби 2016 | Грузія | вільна боротьба, до 70 кг | 12    |

### Виступи на Чемпіонатах Європи
| Змагання                         | Збірна | Вагова категорія          | Місце  |
| -------------------------------- | ------ | ------------------------- | ------ |
| Чемпіонат Європи з боротьби 2016 | Грузія | вільна боротьба, до 70 кг | Срібло |
| Чемпіонат Європи з боротьби 2017 | Грузія | вільна боротьба, до 70 кг | 11     |

### Виступи на Європейських іграх
| Змагання              | Збірна | Вагова категорія          | Місце |
| --------------------- | ------ | ------------------------- | ----- |
| Європейські ігри 2015 | Грузія | вільна боротьба, до 70 кг | 5     |

### Виступи на Кубках світу
| Змагання                    | Збірна | Вагова категорія          | Місце  |
| --------------------------- | ------ | ------------------------- | ------ |
| Кубок світу з боротьби 2016 | Грузія | вільна боротьба, до 70 кг | Бронза |

### Виступи на Кубках Європейських націй
| Змагання                                 | Збірна | Вагова категорія | Місце  |
| ---------------------------------------- | ------ | ---------------- | ------ |
| Кубок Європейських націй з боротьби 2016 | Грузія | команда          | Золото |

### Виступи на інших змаганнях
| Змагання                                    | Збірна | Вагова категорія          | Місце  |
| ------------------------------------------- | ------ | ------------------------- | ------ |
| Кубок Тахті 2013                            | Грузія | вільна боротьба, до 74 кг | 16     |
| Турнір Степана Саргісяна 2014               | Грузія | вільна боротьба, до 70 кг | Бронза |
| Henri Deglane Challenge 2014                | Грузія | вільна боротьба, до 74 кг | Бронза |
| Кубок Тахті 2015                            | Грузія | вільна боротьба, до 70 кг | 13     |
| Турнір Олександра Медведя 2015              | Грузія | вільна боротьба, до 70 кг | 19     |
| Меморіал Вацлава Циолковського 2015         | Грузія | вільна боротьба, до 70 кг | 8      |
| Кубок Алроси 2015                           | Грузія | вільна боротьба, до 70 кг | Бронза |
| Міжнародний турнір Дінмухамеда Кунаєва 2015 | Грузія | вільна боротьба, до 70 кг | Золото |
| Турнір Олександра Медведя 2016              | Грузія | вільна боротьба, до 70 кг | 5      |
| Pro Wrestling League 2017                   | Грузія | команда                   | 5      |
| Гран-прі Парижа з боротьби 2017             | Грузія | вільна боротьба, до 74 кг | 8      |
| Турнір Дана Колова — Ніколи Петрова 2017    | Грузія | вільна боротьба, до 74 кг | 9      |
| Турнір Г. Картозія і В. Балавадзе 2017      | Грузія | вільна боротьба, до 70 кг | Бронза |
| Меморіал Вацлава Циолковського 2017         | Грузія | вільна боротьба, до 70 кг | 5      |
| Турнір Степана Саргісяна 2018               | Грузія | вільна боротьба, до 74 кг | Бронза |
| Кубок Алроси 2018                           | Грузія | команда                   | 5      |
| Клубний чемпіонат світу з боротьби 2018     | Грузія | команда                   | 4      |

### Виступи на змаганнях молодших вікових груп
| Змагання                                       | Збірна | Вагова категорія          | Місце |
| ---------------------------------------------- | ------ | ------------------------- | ----- |
| Чемпіонат Європи з боротьби серед юніорів 2010 | Грузія | вільна боротьба, до 66 кг | 9     |
| Чемпіонат світу з боротьби серед юніорів 2010  | Грузія | вільна боротьба, до 66 кг | 8     |
| Чемпіонат Європи з боротьби серед юніорів 2011 | Грузія | вільна боротьба, до 66 кг | 7     |